# エル・スール
『エル・スール』(西: El sur、英: The South) は、1983年のスペイン映画（ドラマ）。監督はビクトル・エリセ。
エリセ監督にとって2作目の長編であり、アデライダ・ガルシア・モラレスによる同名の短編小説を原作としている。当初、この映画の上映時間は3時間の予定だったが、プロデューサーのエリアス・ケレヘタが後半部90分の上映を許さず、上映時間95分の映画となった。1983年のカンヌ国際映画祭に正式出品された。1996年、スペイン映画生誕100周年を記念して映画製作者と映画評論家によって行われた、歴代最高のスペイン映画を決める投票では、この作品が第6位にランクインした。

## プロット
この映画は、スペイン北部のどこかで暮らす少女エストレーリャ（ソンソーレス・アラングレン）の物語である。エストレーリャは、父親アグスティン（オメロ・アントヌッティ）が文章に隠したらしき、「南部」の秘密に興味をそそられる。彼女が幼い頃、父親は謎めいた人物だった。やがて成長すると、かつて父親に恋人イレーネ（オーロール・クレマン）がおり、父親はまだイレーネを愛していることに気が付く。

## キャスト
- オメロ・アントヌッティ（アグスティン・アレーナス） - エストレーリャの父親
- ソンソーレス・アラングレン（8歳のエストレーリャ）
- イシアル・ボリャイン（15歳のエストレーリャ）
- ローラ・カルドナ（フリア） - アグスティンの妻
- ラファエラ・アパリシオ（ミラグロス）-　アウグスティンの乳母
- オーロール・クレマン（イレーネ・リオス/ラウラ）- 女優
- フランシスコ・メリーノ（イレーネ・リオスの共演者）
- マリア・カーロ（カシルダ）- アレーナス家の家政婦
- ホセ・ビボ（グランドホテルのバーテンダー）
- ヘルマイネ・モンテーロ（ロサリオ夫人）-アウグスティンの母

## 受賞
| 映画祭                     | 部門         | 結果 |
| -------------------------- | ------------ | ---- |
| サンパウロ国際映画祭       | 最優秀作品賞 | 受賞 |
| シカゴ国際映画祭           | 最優秀作品賞 | 受賞 |
| イベリコ・ブルデオス映画祭 | 最優秀作品賞 | 受賞 |